# Maria Grötzer
Maria Grötzer (Vienna, 2 maggio 1928) è un'ex schermitrice austriaca, vincitrice di una medaglia di bronzo ai campionati mondiali di scherma.